# Antidementivum
Antidementiva sind Arzneistoffe zur Behandlung der Demenz.

## Antidementiva mit wissenschaftlich gering belegter Wirkung
Zu den Antidementiva mit gering belegter Wirkung zählen die Acetylcholinesterase-Inhibitoren Donepezil (Aricept), Rivastigmin (Exelon), Galantamin (Reminyl) und der NMDA-Antagonist Memantin (Ebixa, Axura).
Ein wesentlicher Wirkungsunterschied zwischen den einzelnen Präparaten besteht nicht. Die Wirksamkeit ist von Mensch zu Mensch verschieden. Symptome, oder Befunde aus technischen Untersuchungen, aufgrund derer man voraussagen kann, ob ein Antidementivum bei einem Patienten wirkt, gibt es nicht. Wenn Antidementiva verordnet werden, sollte der behandelte Patient deswegen vorher zumindest orientierend neuropsychologisch untersucht werden und die Angehörigen sollten befragt sein. Die Testung und die Befragung der Angehörigen sollten nach drei Monaten wiederholt werden. Wenn sich die Demenz dann deutlich verschlechtert hat, muss das Präparat als unwirksam gelten und sollte abgesetzt bzw. durch ein anderes ersetzt werden.

## Antidementiva ohne wissenschaftlich belegte Wirkung
Neben den genannten Präparaten existieren zahlreiche Medikamente, deren Wirkung auf die Demenz wissenschaftlich bisher nicht zu beweisen war. Diese Präparate firmieren unter dem Begriff Nootropika. Es handelt sich dabei unter anderem um Ginkgo, Centrophenoxin, Calciumantagonisten (wie z. B. Cinnarizin, Nimodipin), Nicergolin, Piracetam, Pentoxifyllin, Cyclandelat, Pyritinol und Kälberbluthämolysat.